# White Bluff
White Bluff – miasto położone w środkowej części Stanów Zjednoczonych, w Hrabstwie Dickson w stanie Tennessee. Według danych z 2000 roku, miasto liczy 2142 mieszkańców.